# ラルフ・ダムキー
ラルフ・ダムキー（Ralph Dumke、1899年7月25日 - 1964年1月4日）は、アメリカ合衆国の俳優。

## 出演作品
- 真紅の女（スターク大佐）